# Billar francés

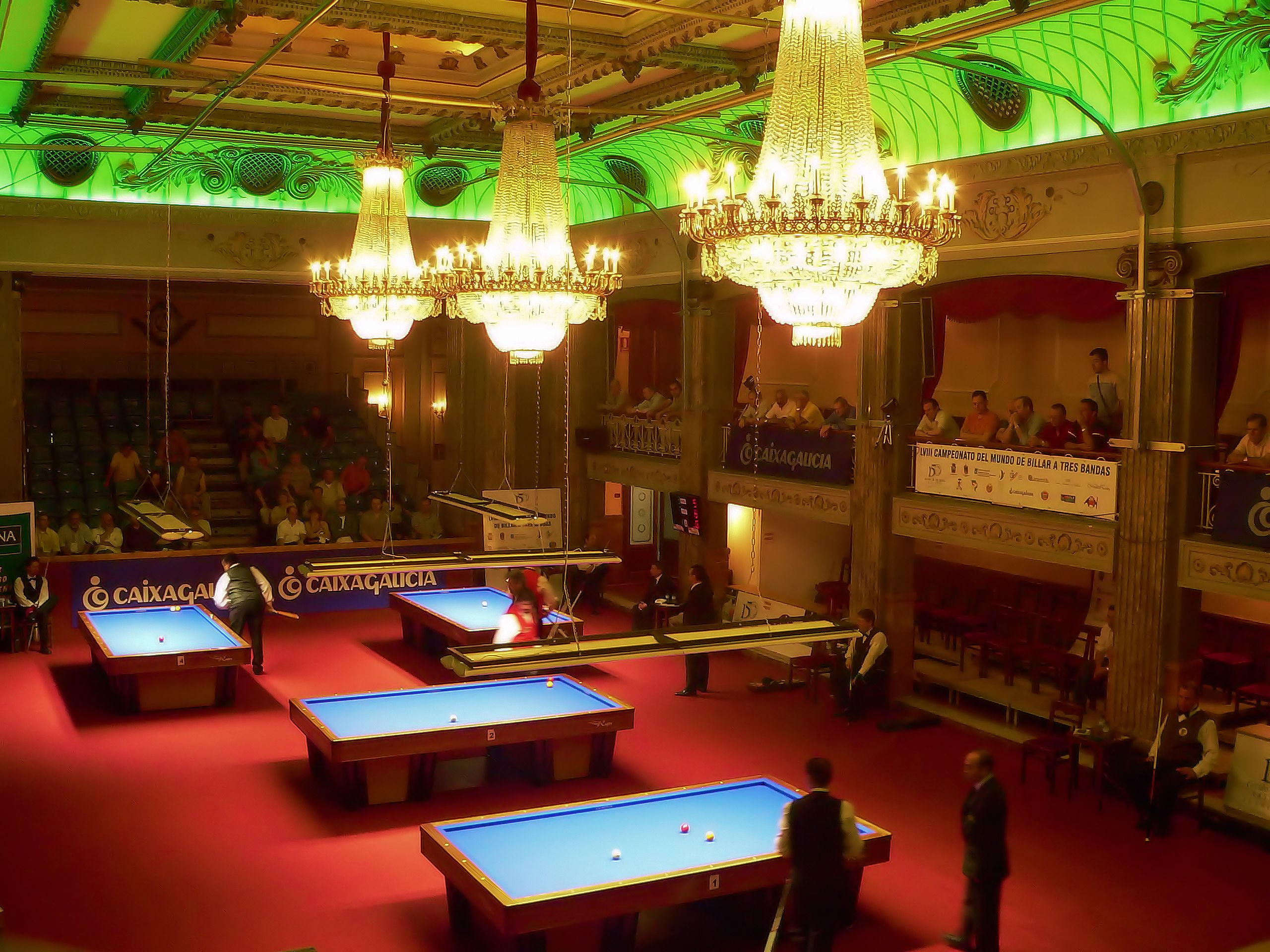
Campeonato Mundial de la 3 bandas 2005 en Círculo de Las Artes, Lugo.

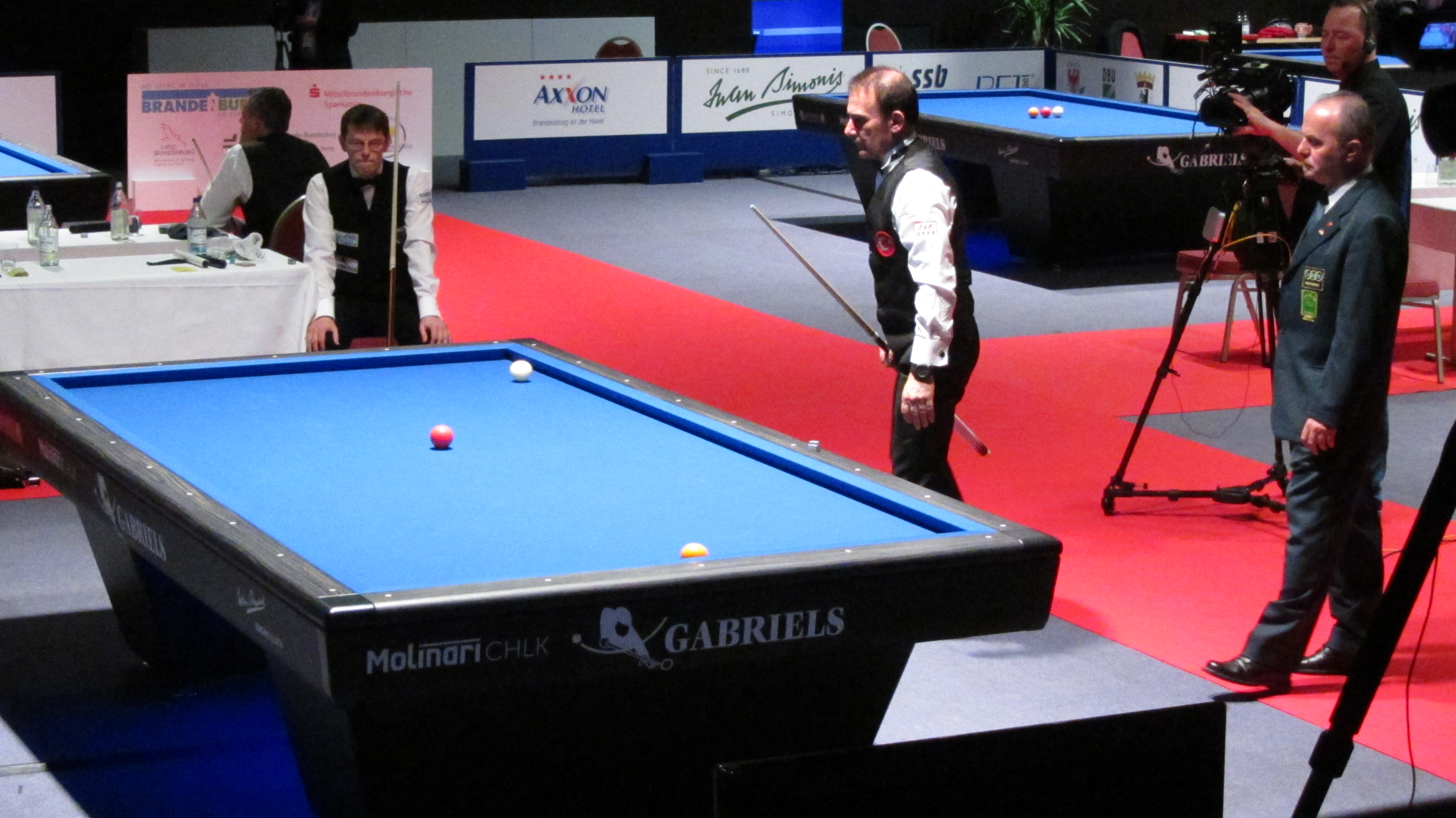
Campeonato de Europa de carambola 2015 en Brandenburg an der Havel, Alemania.

El billar francés o carambola es una variante del juego de billar, que se desarrolla empleando un taco de billar y 3 bolas, sobre una mesa de billar sin bolsillos.
El propósito del juego es emplear la bola asignada al jugador para tocar con ella las otras dos bolas y hacer una carambola. Esto es, el participante emplea un taco para impulsar su bola hacia ambas bolas restantes. El hecho que la bola del jugador toque la bola roja y la bola del contrincante (o en orden reverso la bola del otro jugador y después la bola roja) constituye una carambola. Pero como regla general, la cual añade más dificultad al juego, la partida incluye en cada turno y tiro el que tres bandas —cualquiera que estas sean— hayan sido contactadas antes de culminar la carambola.
Se mantiene un marcador, indicando la cantidad de combinaciones completas que se han logrado. Se juega preferiblemente entre dos personas, pero puede ser jugado por un practicante o más participantes.

## Las bolas

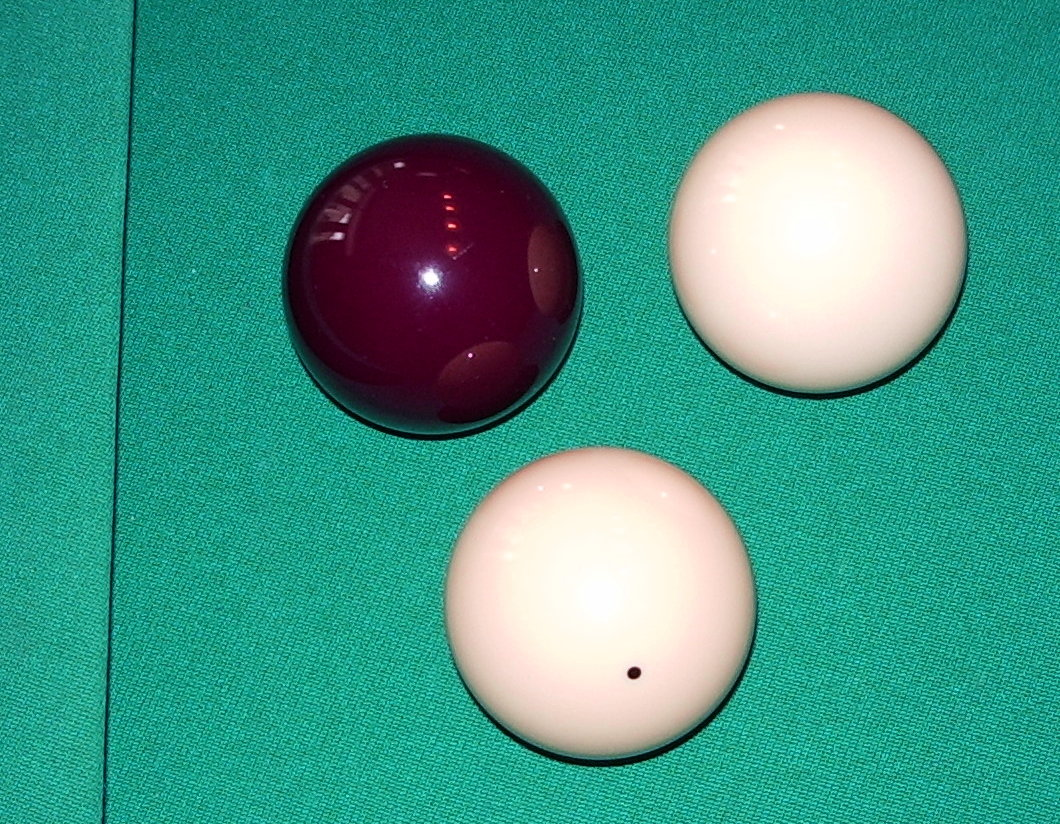
Bolas de carambola. Una bola blanca marcada con un pequeño punto negro.

Según el Reglamento internacional de carambola de la Unión Mundial de Billar (UMB), en su capítulo 2, artículo 12, se destaca lo siguiente:
1. Las bolas, en número de tres, deben ser de cualquier material y color (generalmente 1 bola roja o guinda y dos bolas blancas, una de las cuales está marcada con un punto negro de 1 mm de diámetro) previamente autorizados por la UMB.
2. Las bolas deberán ser completamente esféricas y su diámetro, para todas las modalidades de juego, será de 61 a 61.5 mm. Cada bola deberá tener un peso de entre 205 y 220 gramos, o algún otro peso autorizado por el comité de la UMB. Sin embargo, el peso no debe exceder de 2 gramos hacia arriba o hacia abajo.[1]

Las bolas son de mayor diámetro que las bolas utilizadas en el billar.
Cuando ambas bolas sean blancas, se diferencia una de la otra por una pequeña marca que la identifica, ya sea una línea negra o una circunferencia o punto negro. Una de estas bolas pertenece a cada uno de los participantes. Por lo que si la cantidad de jugadores es mayor a 2, quizá sea preferible que los participantes sean cuatro, puesto que los turnos se alternan.

## La mesa

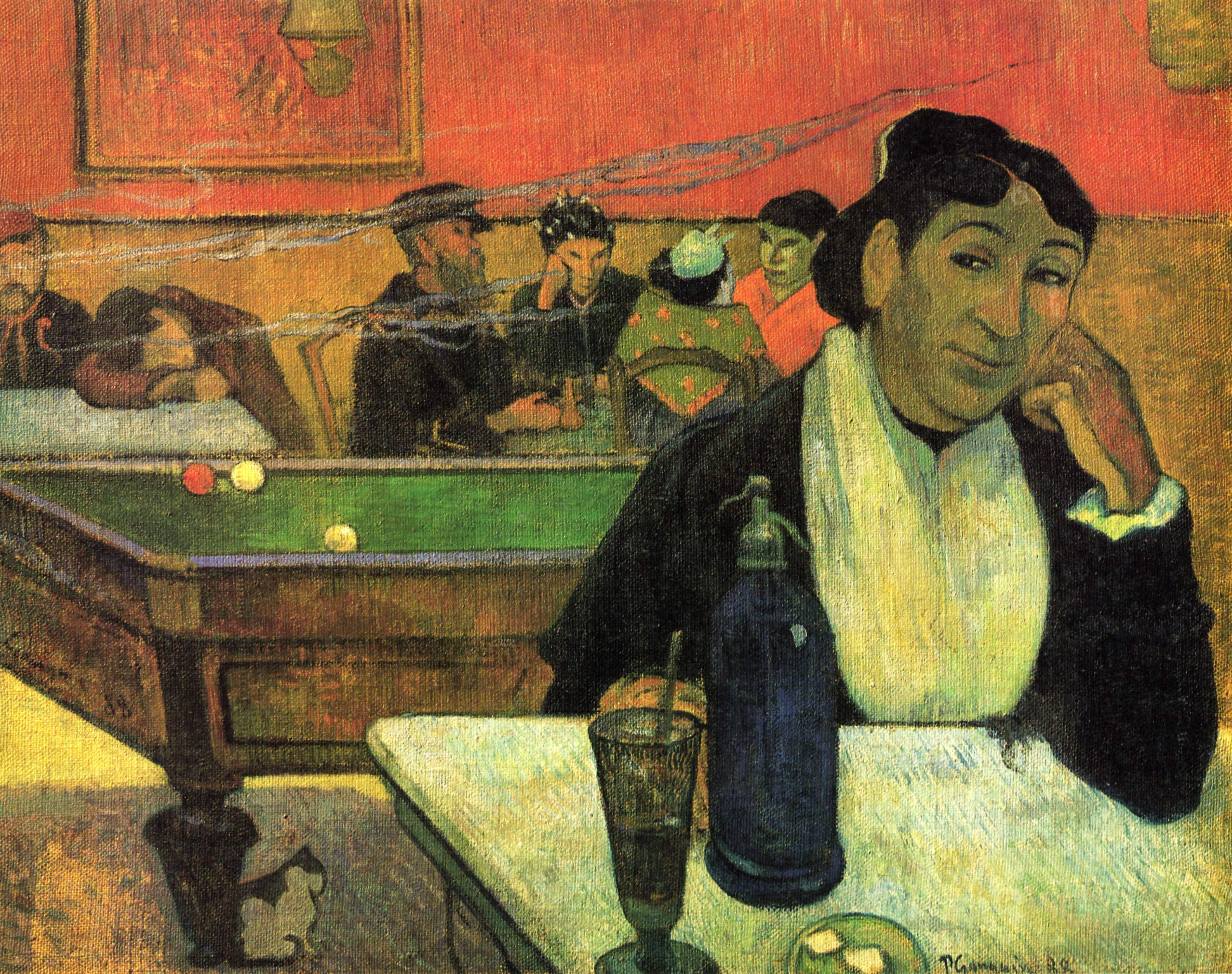
Pintura de Paul Gaugin (1888) muestra una mesa del billar francés.

La mesa es rectangular, forrada con paño comúnmente de color verde. La mesa no tiene buchacas, es decir bolsos, y es más grande que una mesa de billar o pool.
Sus lados se conocen como bandas, por lo tanto hay dos bandas cortas y dos bandas largas. Las bandas tienen un filo de goma que provee el rebote al instante que las bolas chocan su trayectoria contra estas. La goma que se encuentra a lo largo de los lados internos no es visible pues también está forrada con el mismo material que el resto de la superficie de juego.
Ya que el juego contiene un factor donde el rebote de las bolas sobre las bandas es importante, es conveniente que las mesas se mantengan en un ambiente estable, no fluctuante a lo que respecta al clima y humedad, ya que estas variables tienden a afectar la elasticidad y longevidad del material.
Esos llamados "diamantes" son real y técnicamente guías matemáticas, pues son los puntos (según cada caso) que permiten al practicante, desarrollar la ecuación matemática, base del billar a tres bandas: A=S-LL (Ataque=Salida-Llegada)  

### Diamantes

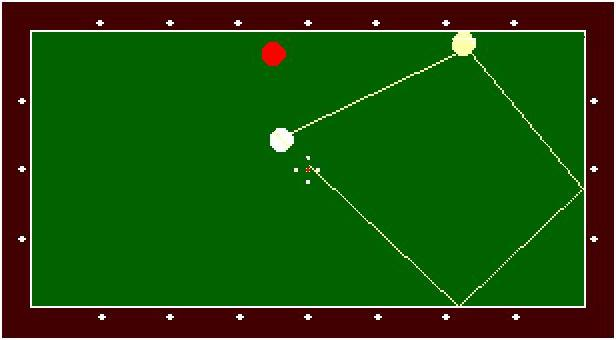
Diamantes en las orillas.

La superficie superior de cada orilla de la mesa está constituida por dos texturas que distinguen los bordes internos (paño), y una parte lisa, dígase madera barnizada. Es en las superficies lisas donde simétricamente se encuentran incrustados unos puntos de referencia conocidos como "diamantes", los cuales comúnmente son de forma de romboide, aunque pueden ser círculos. Estos puntos de referencia se localizan espaciados en una forma equidistante uno del otro.
Los diamantes son empleados en el juego para dirigir la bola controlando su trayectoria. Es aquí que el entendimiento de ángulos y efectos toma más relevancia a lo que el juego se refiere, puesto que la geometría de la posición de los diamantes referente a la bola del jugador en turno, como al resto de las bolas, es sopesada dependiendo del tiro. En otras palabras, el dirigir un tiro hacia un diamante tendrá diferentes resultados dependiendo del ángulo de contacto y de la rotación que la bola tenga al golpear la banda.

## El juego de 3 bandas
El objetivo del juego es el que los jugadores usen el taco para impulsar su bola asignada con el propósito de hacer contacto con las otras dos bolas en la mesa, pero antes de culminar con el contacto a la última bola, la bola del jugador en turno ha de tocar 3 veces algunas de las orillas conocidas como bandas.
Por lo que el jugador después de impulsar su bola podrá anotar un punto a su favor si:
- Su bola primero toca una de las otras bolas (la otra blanca o la roja) y su bola en seguida hace tres contactos con una o más bandas (comúnmente 3 diferentes bandas) antes de hacer contacto con la última bola.
- O si la bola del jugador después de ser impulsada por el taco toca una, dos o tres bandas antes de continuar y tocar las dos bolas consecutivamente.
- O si la bola del jugador hace contacto con alguna(s) banda(s), y posteriormente toca una de las bolas, en seguida toca alguna más o algunas más bandas y finalmente su bola hace contacto con la última bola.

En otras palabras, una de las bolas, ya sea la roja o la blanca del contrario, y tres bandas, sean cualesquiera —incluso la misma banda— deben ser tocadas con la bola del jugador en turno antes de que su bola toque la bola restante.
Si el jugador completa una combinación, continuará hasta que falle.